# Клен маньчжурський
Клен маньчжурський (Acer ginnala), клен прирічковий — це вид рослин із дерев’янистими стеблами, що поширений у північно-східній Азії від східної частини Монголії на схід до Кореї та Японії та на північ до Далекого Сходу в долині річки Амур. Це невеликий клен з опадаючим листям, який іноді використовують у паркових або вуличних насадженнях.

## Опис
Клен маньчжурський — це листопадний розлогий кущ або невелике дерево, що досягає 3—10 м заввишки, з коротким стовбуром завгрубшки 20—40 см і тонкими гілками. Кора тонка, тьмяно-сіро-коричнева, спочатку гладка, але на старих рослинах неглибоко тріщинувата. Листя супротивне, просте, 4—10 см завдовжки  і 3—6 см вшир, глибоко пальчасто-лопатеве з трьома-п'ятьма частками, з яких дві малі причерешкові частки (іноді відсутні) і три більші верхівкові частки; частки грубі і нерівномірно зубчасті, а верхня поверхня листа глянцева. Восени листя стає яскраво-помаранчевим до червоного і знаходяться на тонких, часто рожевих, черешках завдовжки 3—5 см. Квітки жовто-зелені, 5—8 мм в діаметрі, утворюються в розлогих волотях навесні, коли листя розпускається. Плід — парна червонувата крилатка, 8—10 мм довгим з 1,5—2 см крилом, що дозріває в кінці літа до початку осені.

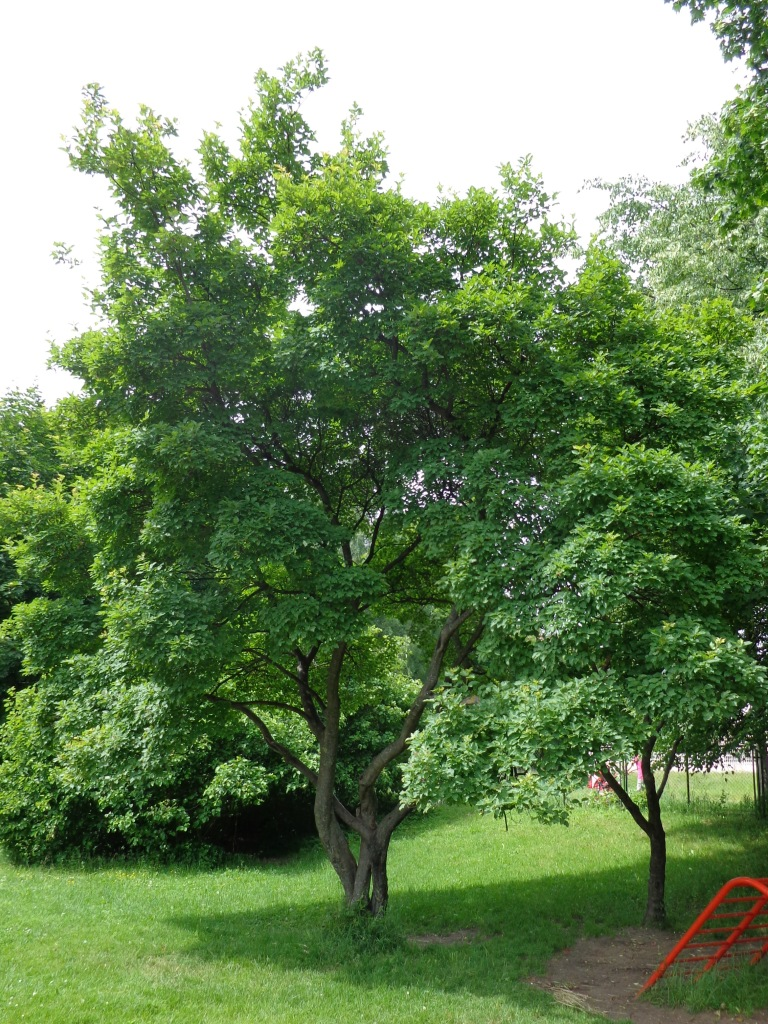
Доросле дерево
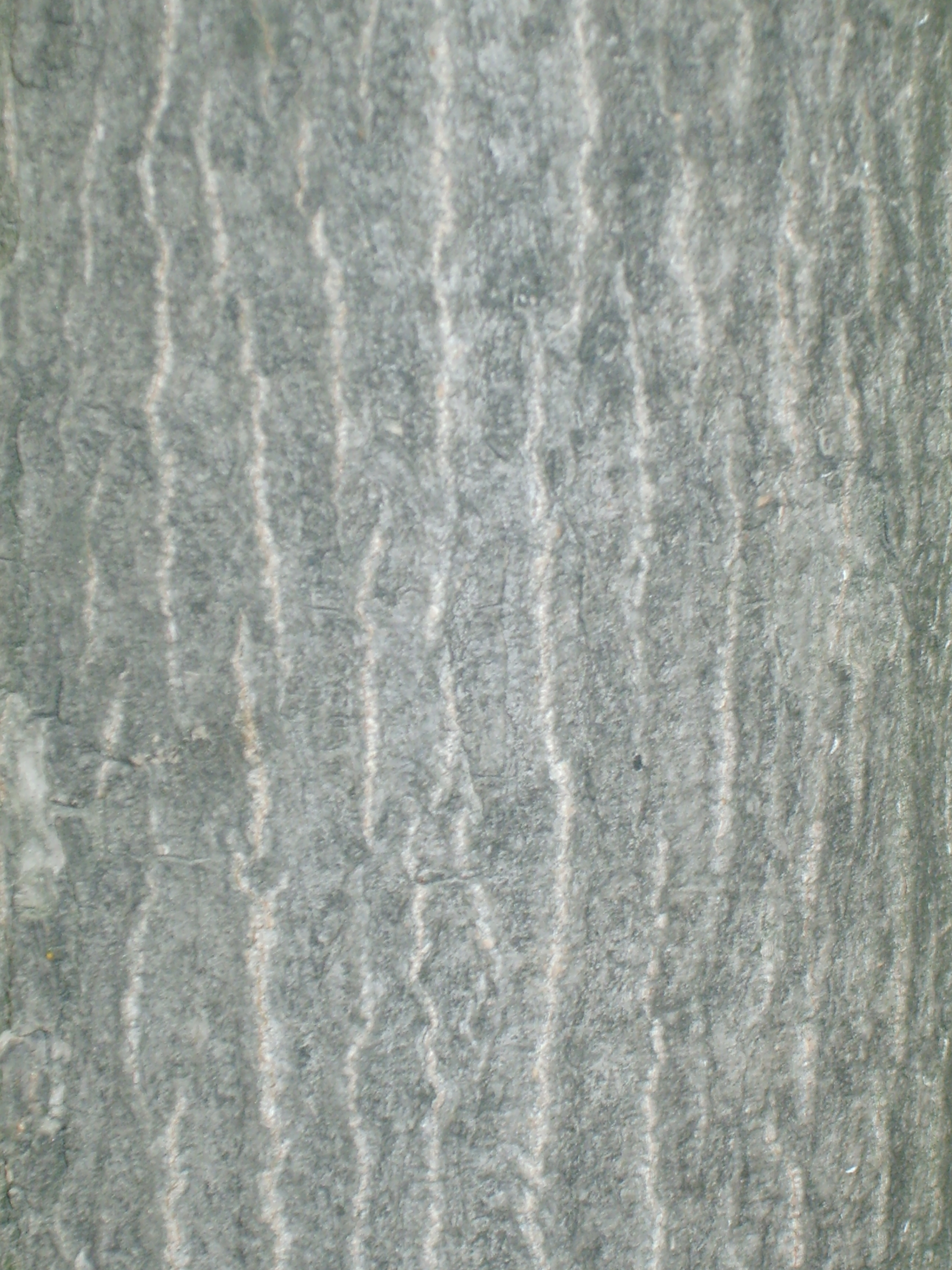
Стовбур
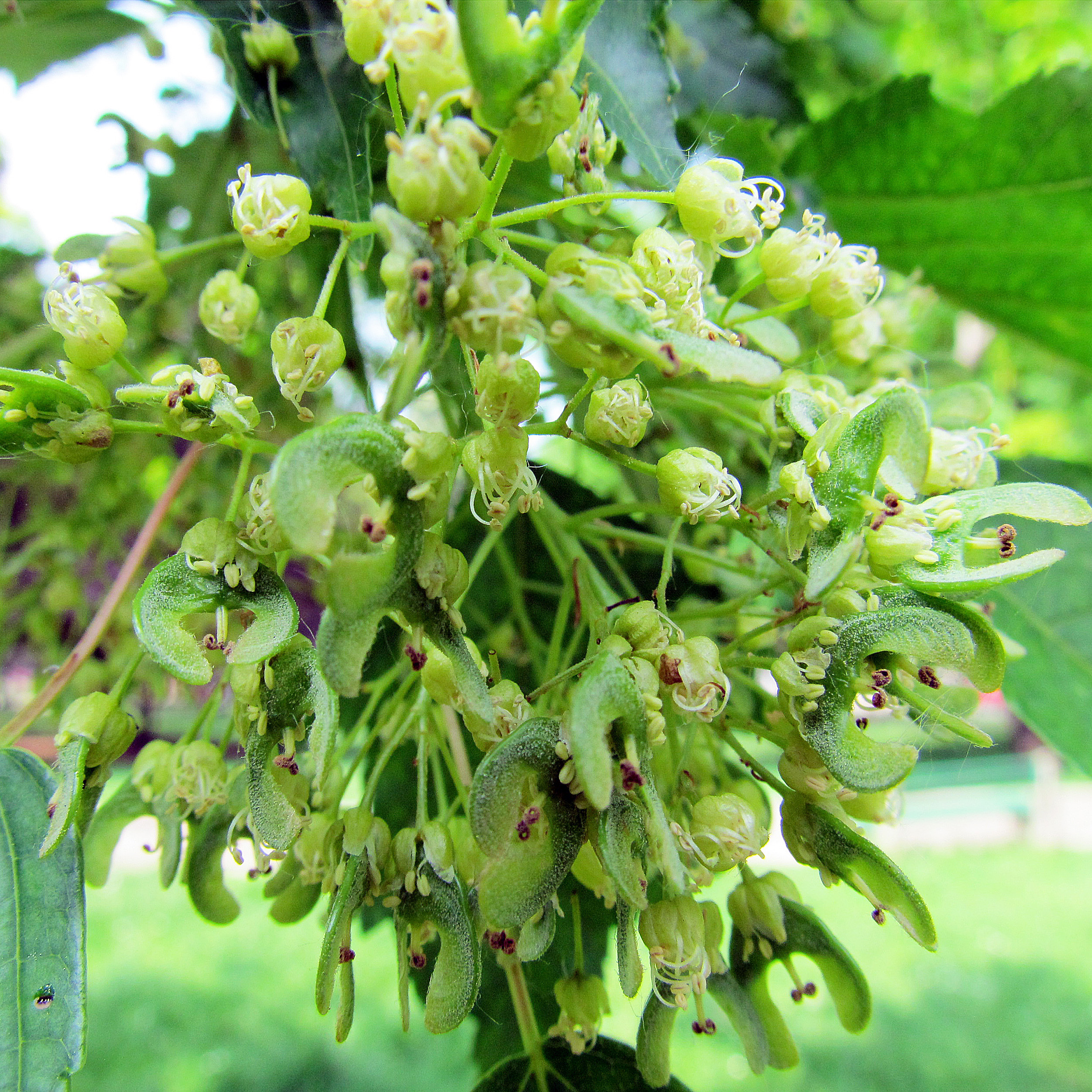
Rвіти
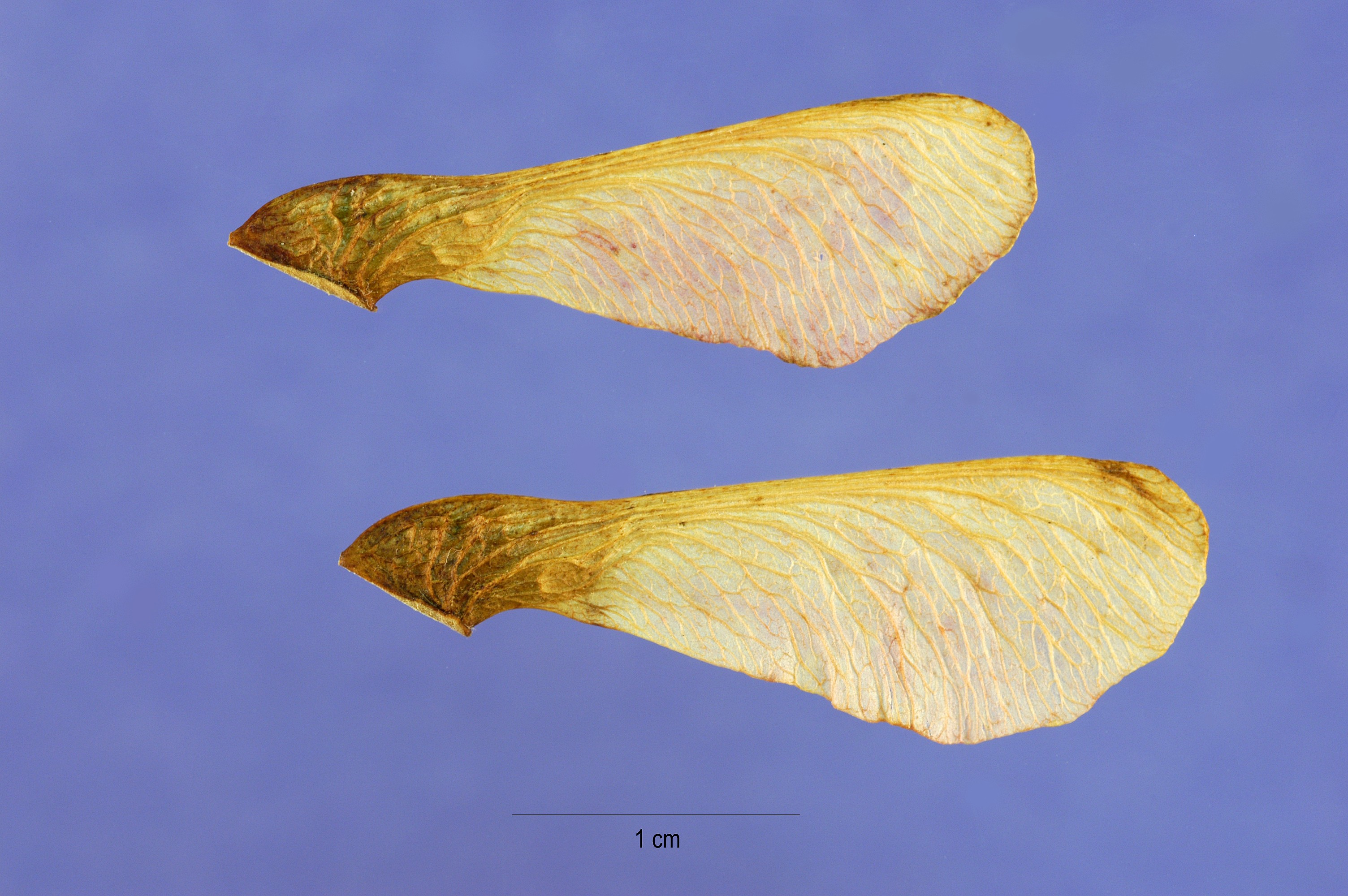
Насіння з крильцями
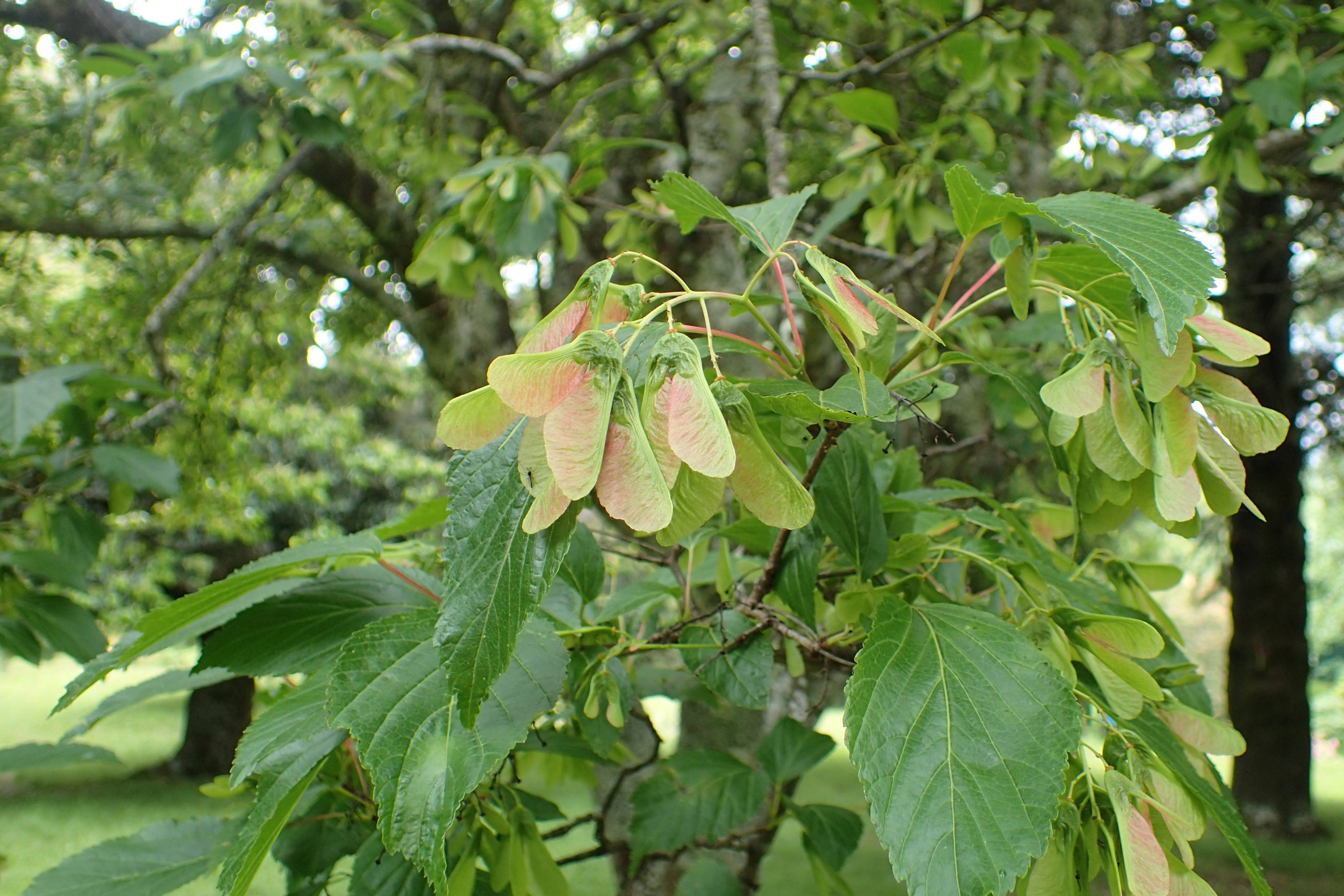
Листя і плоди
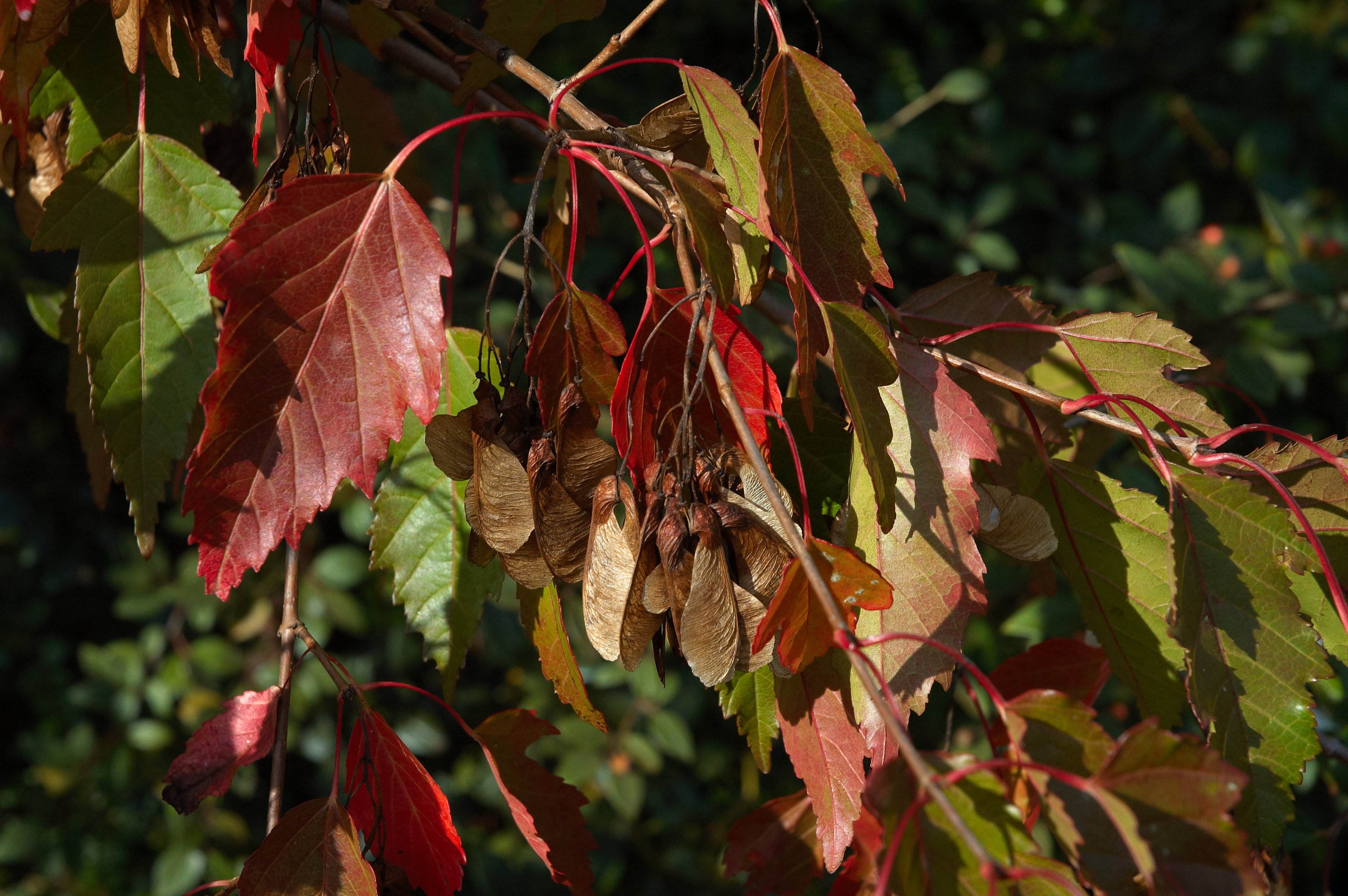
Колір осіннього листа

## Таксономія
Клен маньчжурський близький до Acer tataricum (клена татарського), і деякі ботаніки розглядають його як підвид A. tataricum subsp. ginnala  (Maxim.) Wesm.. Глянцеве, глибоко лопатеве листя A. ginnala відрізняє його від A. tataricum, який має матове, нелопатеве або лише неглибоко лопатеве листя.

## Вирощування та використання
Клен маньчжурський вирощують як декоративну рослину в північних районах Європи та Північної Америки. Найбільш холодостійкий клен, витривалий до 2 зони зимостійкості. Він натуралізований у деяких частинах Північної Америки. Висаджене на виняткових ділянках, що виходять на південний захід із постійною вологістю та легкими суглинистими ґрунтами, це дерево може рости 1 м на рік, тобто це швидкоросле дерево. Його часто висаджують кущами вздовж меж ділянок.
У Великій Британії він отримав нагороду Королівського садівничого товариства за садові заслуги.
Він також цінується в Японії та інших країнах як вид, придатний для бонсай.
Вважається чужорідним інвазивним видом у деяких частинах північної Північної Америки.

## Сорти
Завдяки своєму жвавому росту та осіннім кольорам жовтого та яскраво-червоного, а також скромним розмірам невеликого дерева 6 м завширшки та 6 м заввишки в середньому, воно підходить багатьом для невеликих ландшафтів і для посадки під лініями електропередач. З'явилися сорти для тих, кому потрібні ці властивості.
- Сорт Flame (вогненно-червоне осіннє листя, дуже жвавий ріст)

## Зовнішні посилання
- Таксономія за темою Клен маньчжурський у Віківидах
- Winter ID pictures